# Битка у Теутобуршкој шуми
Битка у Теутобуршкој шуми (лат. clades Variana - Варов пораз) је битка вођена у јесен године 9. (вероватно од 9. до 11. септембра). У тој борби су три римске легије (XVII, XVIII и XIX) са помоћним трупама доживеле тежак пораз у изненадном нападу германских племенских ратника. Римску војску је предводио Публије Квинтилије Вар, а савез германских племена Арминије (Херман) из племена Херусци.
У бици је уништена осмина целокупне римске војске, а пораз је означио крај римских амбиција да своју територију прошире на десну обалу Рајне (област позната као Магна Германија). Циљ Римљана је био да скрате границе свога царства успостављајући их на линији Елба-Дунав. Само место битке није поуздано утврђено. Новија археолошка истраживања сугеришу да се битка одиграла северно од данашњег Оснабрика.
Арминије је био талац у Риму у својој младости. Ту је добио обуку у војним вештинама. По повратку, био је блиски Варов саветник. Потајно је договорио савез дотада зараћених германских племена. Док је Вар са својим легијама био у околини реке Везер, до њега су стигле подметнуте гласине о побуни Германа. Одлучио је да са војском крене у гушење побуне кроз земље које Римљанима нису биле познате. Арминије је отишао код Германа са објашњењем да ће покушати да избори њихову подршку Римљанима. У ствари, ставио се на чело германске војске против Римљана. Пошто је знао римску војну тактику умео је да своје трупе ефикасно употреби. Борба је вођена у условима олујне кише што је био додатни хендикеп римским војницима. Када је римска војска разбијена и масакрирана, Вар је починио самоубиство, а тако су поступили и други римски високи официри. Погинуло је 15 до 20 хиљада римских војника. Сви римски извори наглашавају величину потпуног римског пораза и мале губитке које су Германи претрпели. Ове тврдње су поткрепљене археолошким налазима.
Када је у Риму цар Август чуо вести о поразу, по записима римског историчара Светонија, био је толико потресен да је главом ударао у зид палате вичући: 
Quintili Vare, legiones redde!
 Квинтилије Варе, врати ми легије!
Три легије изгубљене у овој бици никада нису поново организоване. 
Легенда о бици у Теутобуршкој шуми је имала велики утицај на немачки национални покрет у 19. веку. Победа уједињених германских племена је кориштена као повод за критику издељености Немачке на државице. 